# Fagernes
Fagernes is een plaats in de gemeente Nord-Aurdal in de streek Valdres van de provincie Innlandet in Noorwegen. Het is de hoofdplaats van de gemeente Nord-Aurdal.
Op 14 juni 2007 besloot de gemeenteraad van Nord-Aurdal om Fagernes de status van stad te verlenen. Het besluit trad in werking op 8 september 2007, toen Fagernes zijn 150ste verjaardag vierde.
Fagernes beschikt over een vliegveld, Fagernes lufthavn Leirin.
De collectie van het Valdres Folkemuseum telt circa 20.000 voorwerpen uit de streek.
|  |

## Geboren
- Inger Helene Nybråten (1960), langlaufster.